# Jamais sans ma fille
Pour plus de détails, voir Fiche technique et Distribution.
Jamais sans ma fille (Not Without My Daughter) est un film américain réalisé en 1990 par Brian Gilbert (sorti en 1991), avec Sally Field. Il est tiré d'un roman autobiographique, publié en 1987, coécrit par Betty Mahmoody et William Hoffer (co-auteur en 1978, avec William Hayes, du scénario adapté du roman autobiographique Midnight Express).

## Synopsis
Américaine, mariée à un médecin iranien qui a un temps cherché à se faire naturaliser, Betty se rend avec lui et leur fille Mahtob pour deux semaines de vacances dans le pays natal de son époux afin de faire plus ample connaissance avec sa famille. Dès leur arrivée à Téhéran, le mode de vie la choque et lui fait peur. Elle et sa fille n'ont qu'une envie : rentrer au plus vite. Mais son mari, conquis par la révolution islamique, avait décidé de ne pas les laisser partir pour installer sa famille à Téhéran. Refusant d'être totalement soumise à son mari, Betty, dont le passeport a été confisqué, subit humiliations, violences physiques, menaces de mort et périodes de séquestration. Le conflit avec l'Irak rend ses conditions de détention encore plus dures. Pendant deux ans, elle alternera des accès d'abattement et de rébellion puis cèdera à une soumission feinte. On lui propose de se sortir de sa situation en se faisant expulser seule du pays. Betty n'envisage pas cette solution une seule seconde, sachant qu'elle ne reverrait jamais Mahtob. Finalement, aidées par quelques rares personnes, elle et sa fille parviendront à fuir un pays qu'elles voient comme une « prison » au péril de leurs vies, en atteignant la Turquie après avoir traversé à cheval et à pied les montagnes du Zagros.

## Fiche technique
- Titre original : Not without my daughter
- Titre français : Jamais sans ma fille
- Réalisation : Brian Gilbert
- Scénario : Pat Riddle, tiré du roman éponyme de Betty Mahmoody
- Production : Harry J. Ufland - Mary Jane Ufland - Anthony Waye
- Photographie : Peter Hannan
- Montage : Ofer Bedarshi / Terry Rawlings
- Musique : Jerry Goldsmith
- Décors : Anthony Pratt
- Costumes : Nic Ede
- Studios de distribution : MGM/UA Distribution Company
- Langue : Anglais et Persan
- Format image/son : 1.85:1 / J-D-C Cameras 35 mm / Couleurs / Son Dolby Stéréo
- Durée : 116 minutes
- Dates de sortie : 
  - États-Unis : 11 janvier 1991
  - France : 4 septembre 1991
- Recettes : USA - 14 789 113 $

## Distribution
- Sally Field (VF : Sylvie Feit) : Betty Mahmoody
- Alfred Molina (VF : Jacques Frantz) : Moody
- Sheila Rosenthal (VF : Léonore Dassonville) : Mahtob
- Roshan Seth : Houssein
- Sarah Badel : Nicole
- Mony Rey : Ameh Bozorg
- Sasson Gabai : Hamid
- Georges Corraface : Mohsen
- Mary Nell Santacroce : la grand-mère
- Ed Grady : Grandpa
- Marc Gowan : Docteur
- Bruce Evers : Docteur

Sources et légende : Version française (V. F.) sur RS Doublage

## Production

### Lieux de tournage
Le film a été tourné :
- aux États-Unis à Atlanta en Géorgie ;
- en Israël à Neve Ilan (en) dans les studios de Globus Group.

## Bande originale
Sauf indication contraire, les informations mentionnées dans cette section peuvent être confirmées par la base de données cinématographiques IMDb,  présente dans la section « Liens externes ».
- Happy birthday to you de Patty Hill et Mildred J. Hill
- Vissi d'arte de Tosca de Giacomo Puccini.
- Joy to the World d'Isaac Watts et Lowell Mason (en), par Percy Faith.
- Tavalodet Mobarak (de) de Nozar Parang.

## Accueil

### Accueil critique
Sur l'agrégateur américain Rotten Tomatoes, le film récolte 50 % d'opinions favorables pour 16 critiques.

## Autour du film